# Unified Task Force
A Unified Task Force - UNITAF (Força Tarefa Unificada) foi uma força multinacional militar liderada pelos Estados Unidos e sancionada pelas Nações Unidas, enviada à Somália de 5 de dezembro de 1992 a 4 de maio de 1993. Foi criada para substituir a Operação das Nações Unidas na Somália I (UNOSOM I), que havia sido enviada em abril de 1992 em resposta à fome de 1992 — uma crise que se seguiu ao colapso da República Democrática da Somália em 1991 e à eclosão total da Guerra Civil Somali. A iniciativa (de codinome "Operação Restore Hope" ou "Operação Restaurar a Esperança") foi criada pela Resolução 794 do Conselho de Segurança das Nações Unidas: para criar um ambiente protegido a fim de conduzir operações humanitárias no sul da Somália.
Em março de 1993 o Conselho de Segurança mudou o mandato para UNOSOM II, que autoriza os Estados «a utilizarem todos os meios necessários para a instauração […] de condições de segurança para as operações de auxílio humanitário na Somália», em conformidade com o Capítulo VII da Carta das Nações Unidas. A UNITAF foi vista como um sucesso pela coalizão; porém considerada um fracasso pela opinião pública, já que foram atacados em terreno e não puseram fim a guerra civil.

## História

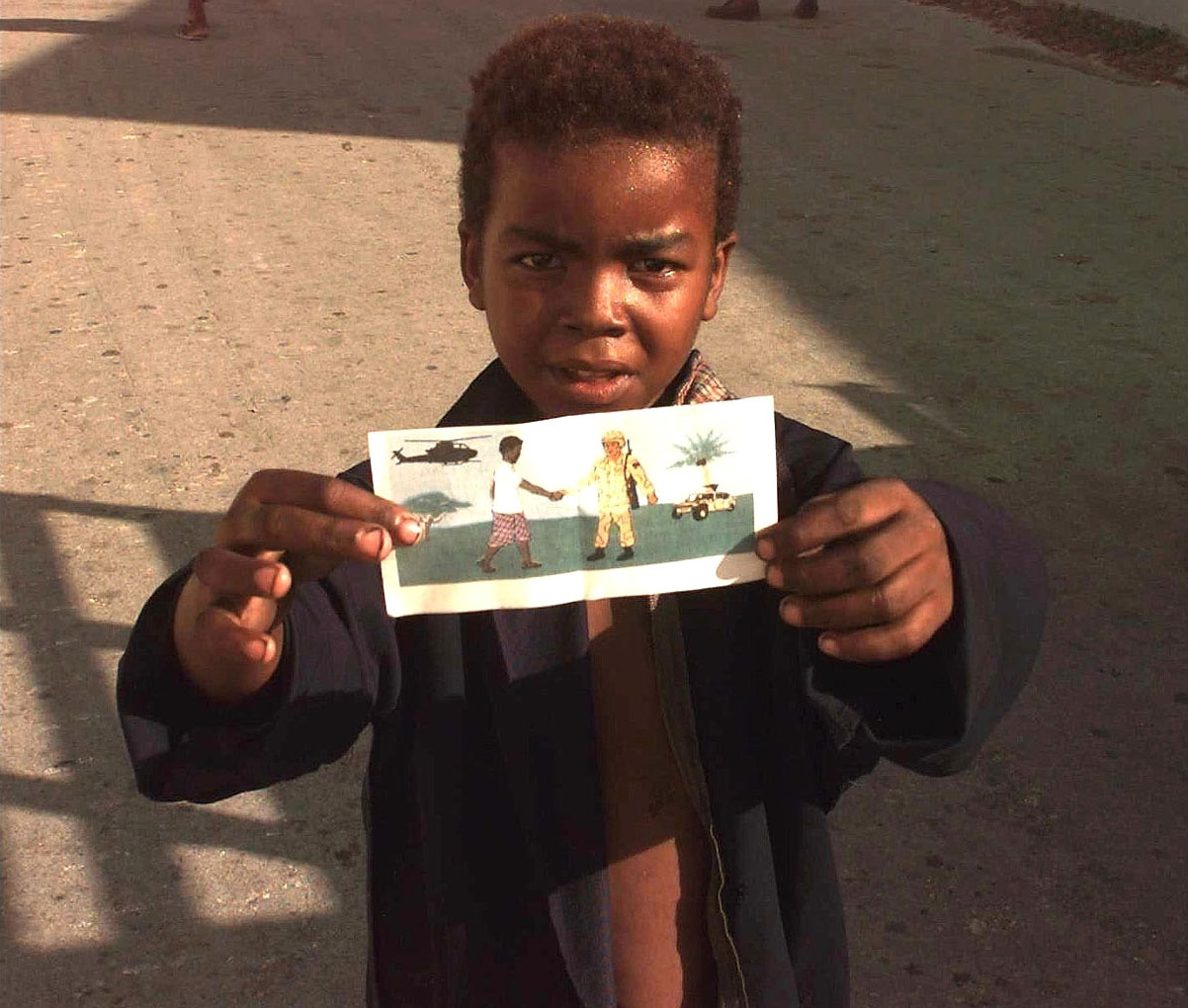
Criança somali segurando um dos folhetos americanos diante da câmera. O folheto representa um homem somali apertando a mão de um membro das Forças Armadas dos Estados Unidos.

Após a queda do regime de Siad Barre, presidente e ditador de Somália desde 1969, no início de 1991, a Somália, entregue à luta entre facções rivais, afundou-se em uma guerra civil. A população civil foi a primeira a sofrer nessa desagregação dos quadros políticos e econômicos locais com a destruição da agricultura.

A intensa violência desencadeada criou crise humanitária e inanição de grandes proporções ao longo da parte sul da Somália. As ações das Nações Unidas, através da UNOSOM I (estabelecida em 24 de Abril de 1992, pela Resolução 751 do Conselho de Segurança da ONU) baseada no Capítulo VI da Carta da ONU, que incluíram uma pequena força de observadores militares em Mogadíscio e transporte aéreo de comida para as áreas importantes e periféricas a fim de supervisionar o cessar-fogo em Mogadíscio e escoltar as missões de apoio humanitário provaram-se ineficazes. A violência entre os clãs e faixas de milícia armada limitaram os observadores ao Aeroporto de Mogadíscio e impediram os esforços de ajuda humanitária de organizações internacionais.

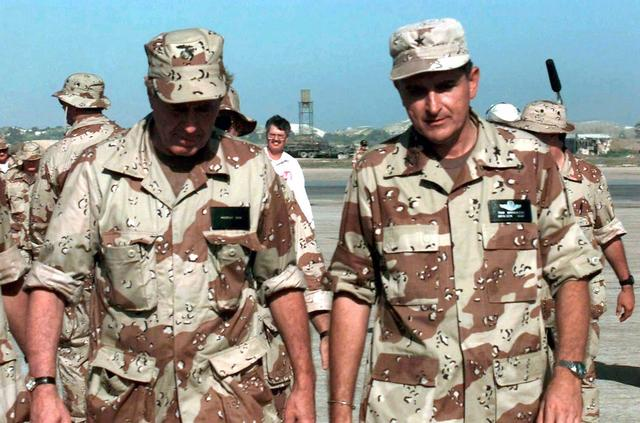
O presidente dos EUA George H.W. Bush (à esquerda) em visita a Somália para testemunhar em primeira mão, os esforços da Força Tarefa

Em dezembro de 1992, os Estados Unidos, junto com vários outros membros da ONU, lançaram a Força Tarefa Unificada (UNITAF) através da Resolução 794, aceitando a oferta dos Estados Unidos de envio de tropas, ao serviço da ONU, sob comando norte-americano, com o objetivo de estabelecer um ambiente seguro para a distribuição de ajuda humanitária e devolver as condições de normalidade à Somália, porém agora no âmbito do Capítulo VII da Carta.

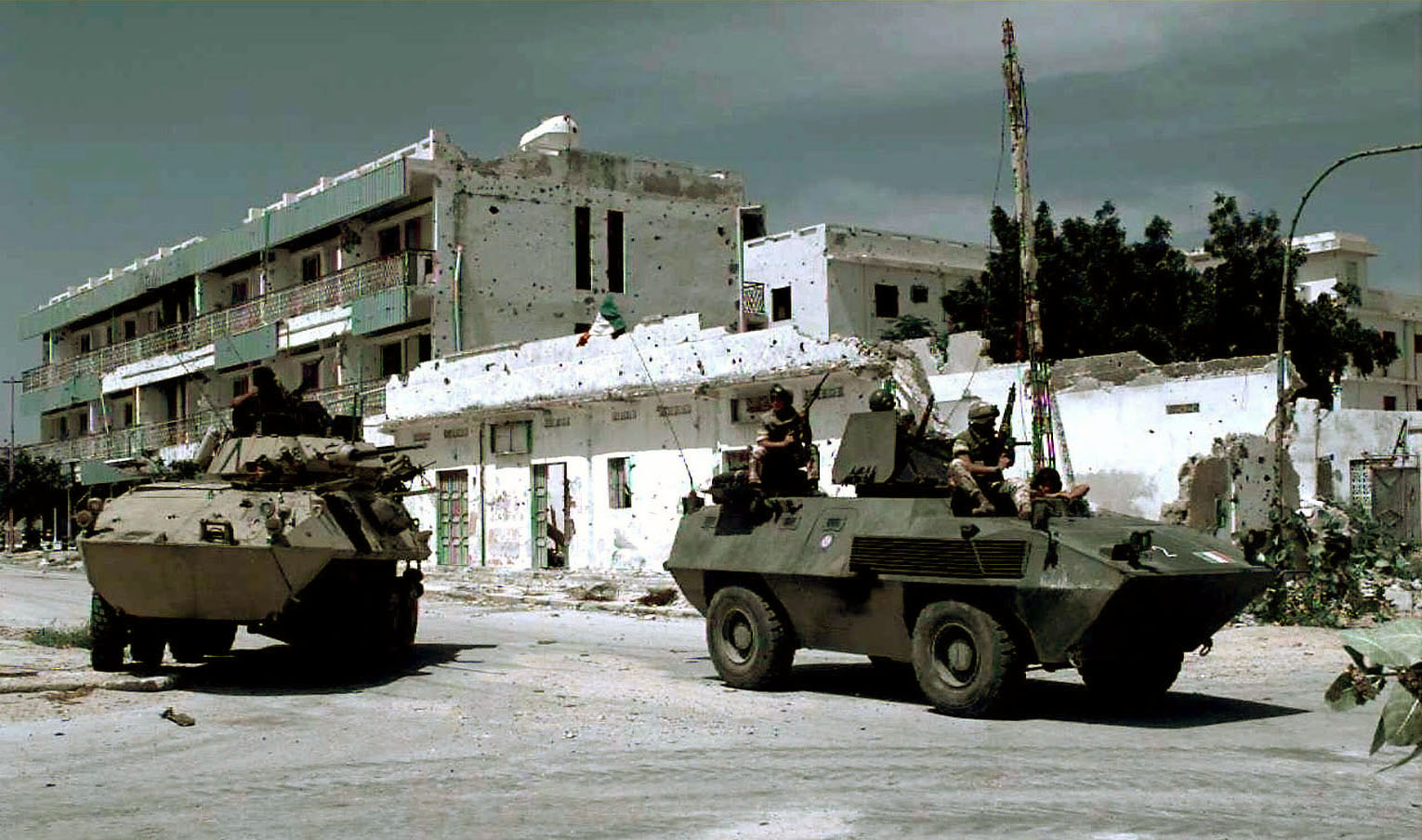
Blindados leves dos Estados Unidos e da Itália patrulham as ruas de Mogadíscio em janeiro de 1993.

As operações humanitárias evoluíram para uma missão de segurança que resultou em um conflito entre as forças dos Estados Unidos e das Nações Unidas (ONU) com os clãs somalis armados. A UNITAF foi sucedida pela UNOSOM II em março de 1993.